# Hǫfuð
Hǫfuð (« tête d'homme », ou en dialecte norvégien hovud et Haupt en allemand moderne) est l'épée de Heimdallr. Elle est mentionnée dans le chapitre 26 du Gylfaginning. 
« Heimdalar sverð er kallat Hǫfuð. »
« L'épée de Heimdall se nomme Tête. »
Le Skáldskaparmál évoque un mythe mystérieux au sujet de la tête et de l'épée de Heimdall dans le chapitre 8. 